# Faucherea
Faucherea es un género con once especies de plantas de la familia de las sapotáceas.
El género es endémico de Madagascar.

## Especies seleccionadas
- Faucherea ambrensis
- Faucherea glutinosa
- Faucherea hexandra
- Faucherea laciniata
- Faucherea longipedicellata
- Faucherea manongarivensis
- Faucherea parvifolia
- Faucherea sambiranensis
- Faucherea tampoloensis
- Faucherea thouvenotii
- Faucherea urschii